# Cantón de Zug
El cantón de Zug (ZG, en alemán: Zugⓘ; en francés: Zoug; en italiano: Zugo; en romanche: Zug) es un cantón suizo. Tiene una población estimada, a fines de 2022, de 131 164 habitantes.
Su capital es la ciudad homónima.
Con una superficie de 278.73 km², es el cantón más pequeño de Suiza.

## Historia
En distintas excavaciones arqueológicas se han encontrado pruebas de la colonización desde la época temprana de la Edad de Piedra en la zona alrededor del lago de Zug. En Baar se han encontrado grandes tumbas alamanas. Los trazos más antiguos datan de año 14 000 a. C.; se trata de un hallazgo del período tardío de la Edad de Piedra en la ribera norte del lago de Zug. El hallazgo proviene de cazadores y recolectores nómadas. También se han encontrado pruebas de la colonización celta y romana de la región.
En los años 600 llegaron algunas familias y clanes alamanes en la región del actual cantón de Zug. Las localidades que llevan hoy el sufijo -ikon corroboran la colonización alamana. Las primeras pruebas escritas datan del 858, año en el que el rey Luis el Germánico regala la corte de Chama (hoy Cham) a la abadía de la Fraumünster. El actual territorio del cantón de Zug pertenecía en ese entonces a varios señores, entre los que se encontraban los Habsburgos. En 1264 heredan los derechos de los Kyburgo en la zona, por lo que hasta 1400 se convierten en el poder central de la región.
En los años 1200 la ciudad de Zug recibió su primera muralla. La ciudad fue probablemente fundada por los Condes de Kyburgo. En 1242 Zug es nombrada por primera vez como oppidum, que quería decir ciudad. El pacto de alianza de los cuatro cantones boscosos (Uri, Schwyz, Unterwalden y Lucerna con la ciudad de Zúrich en 1351 puso bastantes cosas en juego. La ciudad de Zug quedaba como un cerrojo de los Habsburgos entre las ciudades de Lucerna y Zúrich, por lo que debía ser conquistada. Las razones eran tanto económicas como políticas: para toda la región de Suiza Central el mercado de Lucerna era esencial y dependía fuertemente del comercio con Zúrich. Por iniciativa de la ciudad de Zúrich, a principio de 1352 la ciudad fue asediada por las tropas Confederadas. La ciudad capituló y el 27 de junio de 1352 fue concluida una alianza con Zúrich, Lucerna, Zug, Uri, Schwyz y Unterwalden. Con respecto a la situación de Zug, poco cambió, la ciudad seguía siendo básicamente de los Habsburgos. El mismo año (1352) la Alianza con Zug fue silenciosamente declarada nula por todos los interesados. Luego sigue un período de dominación por parte de Schwyz. La soberanía y la participación de Zug en la Confederación fue solo apareciendo poco a poco.
Paralelamente la ciudad de Zug fue agrandando su señorío. Heredó una serie de bailías rurales que eran Untertanengebiete (territorios sin soberanía propia) entre los que se encontraban Walchwil, Cham, Gangolfswil, Hünenberg, Steinhausen y Oberrüti (que pertenece actualmente al cantón de Argovia). Zug se transformó en una pequeña Confederación, con la ciudad y sus Untertanengebieten, y las tres Äusseren [freien] Gemeinden (comunas exteriores libres): Ägeri, Menzingen (con Neuheim) y Baar. El dualismo duró hasta 1798 con la invasión francesa y el fin de la Antigua Confederación Suiza y el Antiguo Régimen.
Durante la Reforma Protestante Zug se situó de lado de la Suiza Central y siguió fiel a la fe católica como el resto de los cantones de la región. En las guerras de Kappel hubo batallas entre los Confederados debido a las diferencias religiosas. La posición de Zug en la margen de la región de Suiza Central hicieron de Zug una frontera confesional.

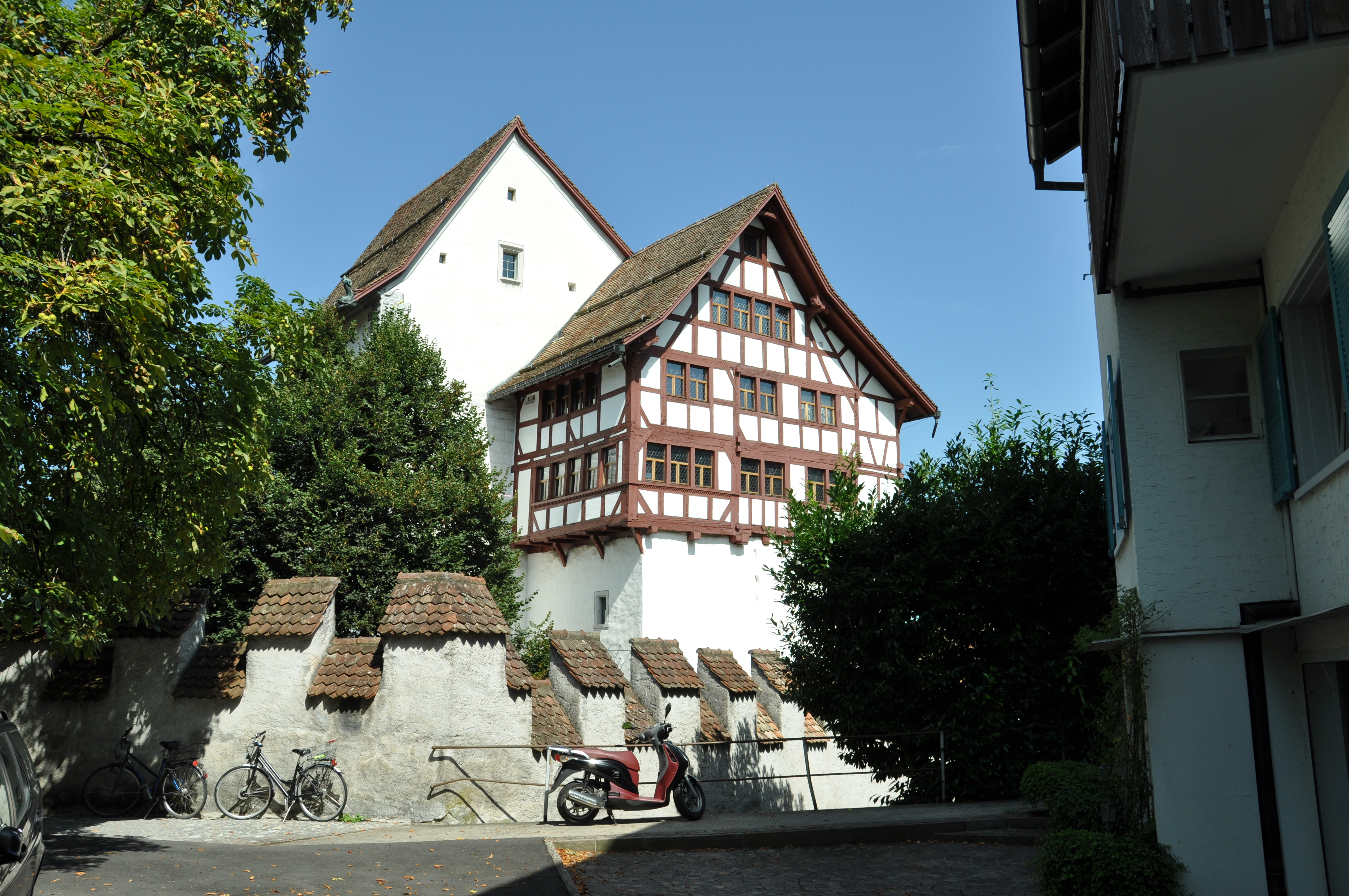
Vista del antiguo burgo de Zug.

La época hasta 1798 estuvo marcada por rivalidades y turbulencias políticas internas. La invasión francesa llevó al fin del Antiguo Régimen y con la instauración de la República Helvéticatrajo un cambio político radical. Zug se convirtió en parte del cantón de Waldstätten y por corto tiempo fue capital cantonal. En 1803 con la abolición de la República Helvética a través del Acta de Mediación de Napoleón, Zug recobró su independencia. En 1847 Zug formó parte de la Sonderbund, en la que él y sus aliados católicos fueron derrotados por las tropas Confederadas. Tras el fin de la guerra, fue fundado en 1848 el Estado Federal, gracias al cual, Zug adquirió su estructura actual con once comunas.
La constitución de 1848 abolió la Asamblea Pública (Landsgemeinde), que existía en el cantón desde 1376. En 1848 y 1874 el cantón votó en contra de la constitución federal. La constitución cantonal de 1876 fue enmendada en 1881 y sustituida por una nueva en 1894. Sobre el flanco oriental del lago de Ägeri se encuentra el campo de la batalla de Morgarten, en la cual los suizos vencieron a los Habsburgo en 1315.

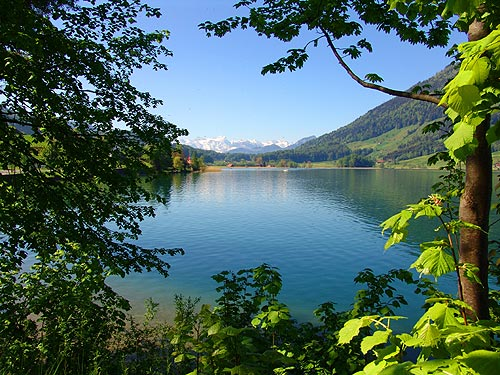
Ägerisee.

## Geografía
El cantón de Zug se encuentra en la región de Suiza Central, entre los Prealpes suizos y la meseta suiza. Limita al oeste con los cantones de Lucerna y Argovia, al norte con el de Zúrich, al este y al sur con el cantón de Schwyz.
El cantón de Zug tiene una superficie de aproximadamente 239 km², de los cuales 110 km² son cultivables, 61 km² son bosques, 33 km² están cubiertos de agua, 27  km² corresponden a zona urbanizada y 9 km² son pastizales.
El principal río del cantón es el Lorze, que nace en el Ägerisee y pasa por Zug y Cham antes de desembocar en el lago de Zug, para luego retomar su rumbo y desembocar finalmente en el río Reuss. Otro río importante es el Sihl, que constituye parte de la frontera entre Zug y Zúrich.
El río Lorze es el principal desagüe del cantón. Nace en Ägerisee, desde donde fluye hacia el norte a través de depósitos de morrena en un profundo desfiladero con finas cavernas de estalactitas.

## Subdivisiones políticas

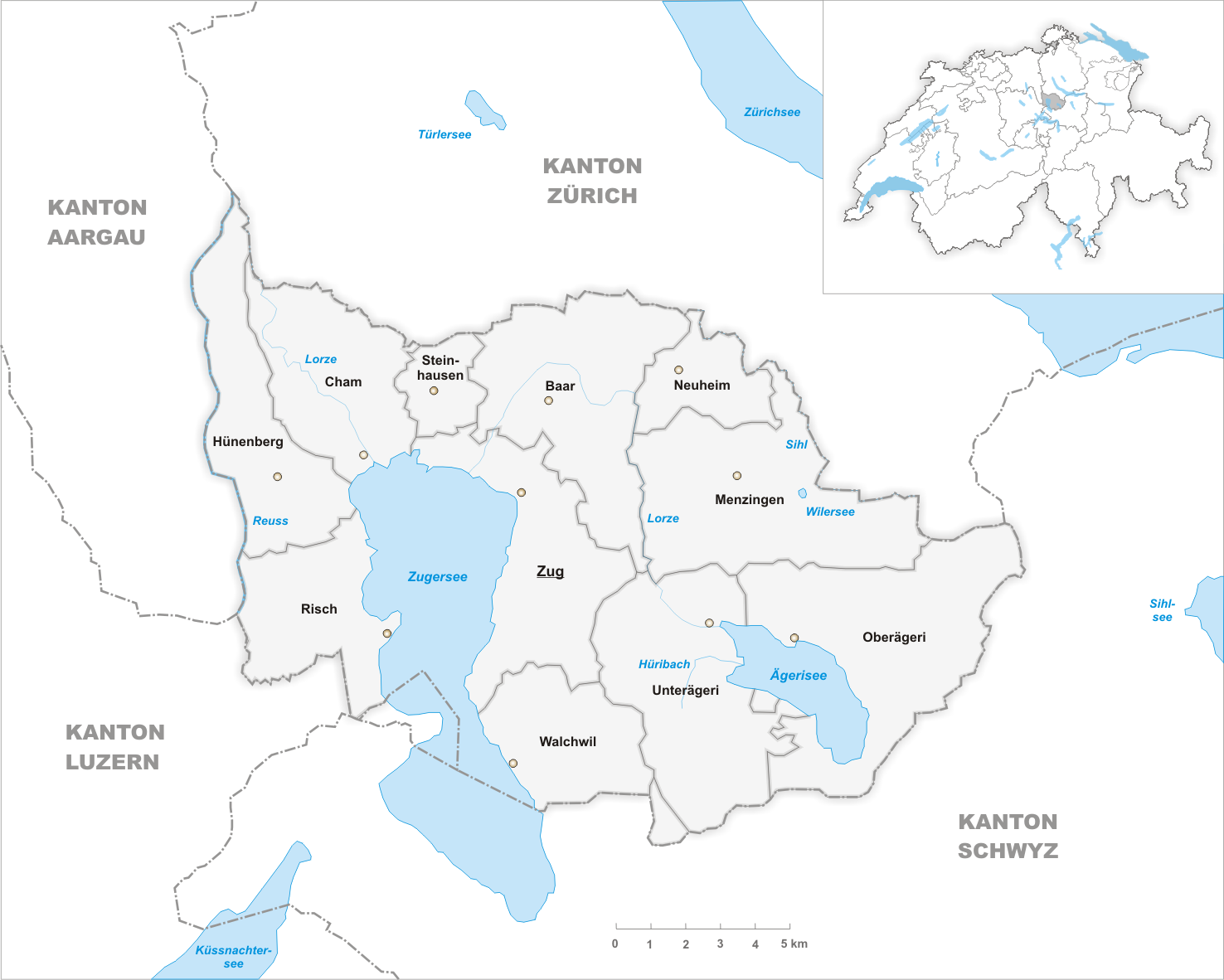
Mapa del cantón y sus comunas

El cantón forma un distrito administrativo único, que comprende once municipios. El poder legislativo (Kantonsrat) tiene 80 miembros. El ejecutivo (Regierungsrat) tiene siete miembros. Los miembros de ambos gobiernos son elegidos directamente por votación popular. La duración del mandato en ambos casos es de cuatro años. Los dos miembros del Ständerat, así como los tres miembros del Nationalrat, también son elegidos por votación popular.

## Demografía
El cantón de Zug tiene una población de 131 164 habitantes a fines de 2022.
El 43% de la población reivindica ser de creencia católica, mientras que el 11,7% declaran ser protestantes (2022).
A finales de 1814 Zug hacía parte de la diócesis de Constanza, pero, con la reconstitución de la diócesis de Basilea, en 1828 fue agregado a esta última.
A nivel lingüístico, la lengua oficial del cantón es el alemán, hablado por el 79,3% de la población (2021). El dialecto alemán-suizo se habla en la región pertenece a la familia del Hochalamanisch.

### Población histórica
La población histórica figura en el cuadro siguiente:
| Datos históricos de la población | Datos históricos de la población | Datos históricos de la población | Datos históricos de la población | Datos históricos de la población                       |
| Año                              | Población total                  | Suiza                            | No-Suiza                         | Porcentaje de población respecto al total de la nación |
| -------------------------------- | -------------------------------- | -------------------------------- | -------------------------------- | ------------------------------------------------------ |
| 1850                             | 17 461                           | 17,355                           | 106                              | 0.7%                                                   |
| 1880                             | 22,829                           | 21,896                           | 933                              | 0.8%                                                   |
| 1900                             | 25,093                           | 25,093                           | 2,004                            | 0.8%                                                   |
| 1950                             | 42,239                           | 39,715                           | 2,524                            | 0.9%                                                   |
| 1970                             | 67,996                           | 57,276                           | 10,720                           | 1.1%                                                   |
| 2000                             | 100,052                          | 79,819                           | 20,233                           | 1.4%                                                   |
| 2020                             | 128,794                          |                                  |                                  | 1.5%                                                   |
| 2022                             | 131,164                          |                                  |                                  |                                                        |

## Economía
En la parte más elevada del cantón la población se dedica principalmente al pastoreo y la cría de ganado bovino. Las principales industrias son: manufactura de objetos de metal, textiles, construcción mecánica, electrónica y producción de bebidas alcohólicas (Kirsch).
La capital, Zug, es sede de un gran número de sociedades y empresas que tienen en la ciudad solo la sede principal, lo que explica por qué Zug tiene los impuestos más bajos en toda Suiza y sea considerado como un paraíso fiscal.
Desde 1910, la economía ha cambiado drásticamente en Zug. En 2014, alrededor del 1,8% de los trabajadores de Zug trabajaban en el sector primario (el total para toda Suiza es del 3,3%) De este 1,8%, en 2008, casi dos tercios criaban vacas lecheras.Sin embargo, sus bajos tipos impositivos y su clima favorable a los negocios han atraído a muchas pequeñas y medianas empresas en todos los ámbitos de la economía. En el cantón hay más de 24.300empresas registradas y más de 70.000 puestos de trabajo, de los cuales 12.900tienen su sede en la ciudad de Zug.
En 2014, el sector secundario empleaba a 22.096 personas, es decir, alrededor del 20,5% del total. De ellos, el 28,3% trabajaba en la fabricación de equipos informáticos y productos electrónicos y ópticos. Alrededor de una cuarta parte de los trabajadores del sector secundario del cantón trabajan en la construcción, con un 19,7% en oficios especializados como electricista o fontanero y un 7% en gestión de la construcción o mano de obra. El sector terciario empleaba a 83.591 personas, es decir, el 77,7% del total. De los empleados del sector terciario, el grupo más numeroso (el 17% de todo el sector terciario) trabaja en el comercio al por mayor, incluido el comercio al por mayor de productos farmacéuticos. La siguiente categoría en importancia es la educación, que representa el 6,22% del sector. Debido a la condición de Zug como centro de negocios y paraíso fiscal, el 5,74% del sector terciario se dedica a la consultoría empresarial y de gestión, el 4,67% presta servicios de tecnología de la información, el 4% presta servicios de consultoría jurídica y fiscal y casi el 4% presta servicios financieros.
Zug también ha sido denominado como el Crypto Valley por el cofundador de Ethereum Mihai Alisie debido al gran número de empresas dedicadas a criptomonedas en la zona. En 2018, se había formado una Asociación Crypto Valley con Oliver Bussmann, como su presidente.
A finales de 2019, se identificaron las siguientes como las mayores empresas de criptodivisas en Zug: Ethereum (14.400 millones de dólares), Dfinity (2.000 millones de dólares), Polkadot (1.200 millones de dólares), Bitmain (1.000 millones de dólares), Libra (1.000 millones de dólares), Tezos (924 millones de dólares), Cardano (869 millones de dólares) y Cosmos (818 millones de dólares). Para 2021, el término 'Crypto Valley' se estaba utilizando para cubrir Suiza y Liechtenstein con 960 empresas; Zug representaba 433 empresas, seguido de Zúrich (178). Once empresas fueron descritas como "unicornios", y las mayores -Ethereum (157.000 millones de dólares), Cardano (41.000 millones de dólares) y Polkadot (29.000 millones de dólares)- tenían su sede en el cantón.
El cantón de Zug tiene uno de los tipos impositivos más bajos de Suiza. Bloomberg L. P. informó de que las casas comerciales vinculadas a los oligarcas rusos están repartidas por todo el cantón de Zug, de bajos impuestos. Las autoridades locales estiman que hay al menos 40 empresas vinculadas a Rusia que emplean a unas 900 personas en el cantón. Veinte empresas identificadas como rusas por el cantón pagaron 31 millones de francos suizos (33 millones de dólares) en impuestos cantonales y municipales en 2020, pero "la verdadera escala de las operaciones rusas en Zug es difícil de determinar porque las normas de registro suizas exigen información limitada a las empresas que buscan hacer negocios allí", escribe Bloomberg.

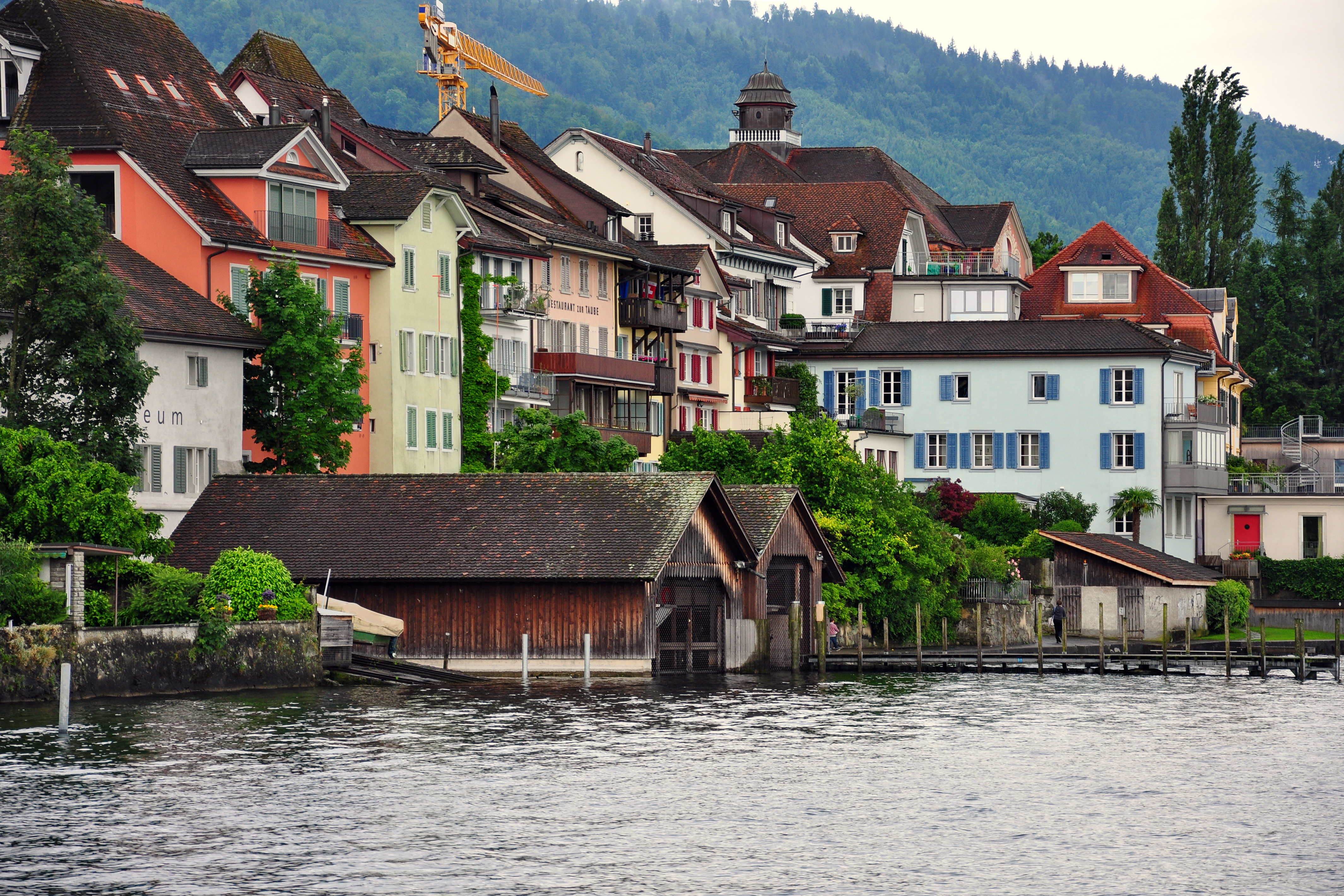
Puerto de Zug.

## Transporte
Las ferrovías conectan el cantón con Lucerna y con Zúrich, además de conectarlo con la línea del Gotardo uniéndolo igualmente con Alemania e Italia. Desde 2004 se desarrolló un sistema local de trenes con quince paradas en todo el cantón y que funciona como un sistema de tranvía, con cadencias de 15 minutos.
La autopista A4 conecta el cantón con los cantones vecinos. Esta se une a la A2, que atraviesa el macizo del Gotardo.

## Política
El cantón forma un distrito único que comprende once comunas. El poder legislativo recae sobre el Kantonsrat y el ejecutivo en el Regierungsrat. El Kantonsrat está compuesto por ochenta miembros, mientras que el Regierungsrat tiene solo siete miembros. Ambos son elegidos por un período de cuatro años según el sistema proporcional. Los Consejeros de los Estados eran también elegidos en las mismas elecciones. Sin embargo desde 2011 su elección se lleva a cabo al mismo tiempo que las elecciones federales, en las que también se eligen los tres consejeros nacionales del cantón de Zug.

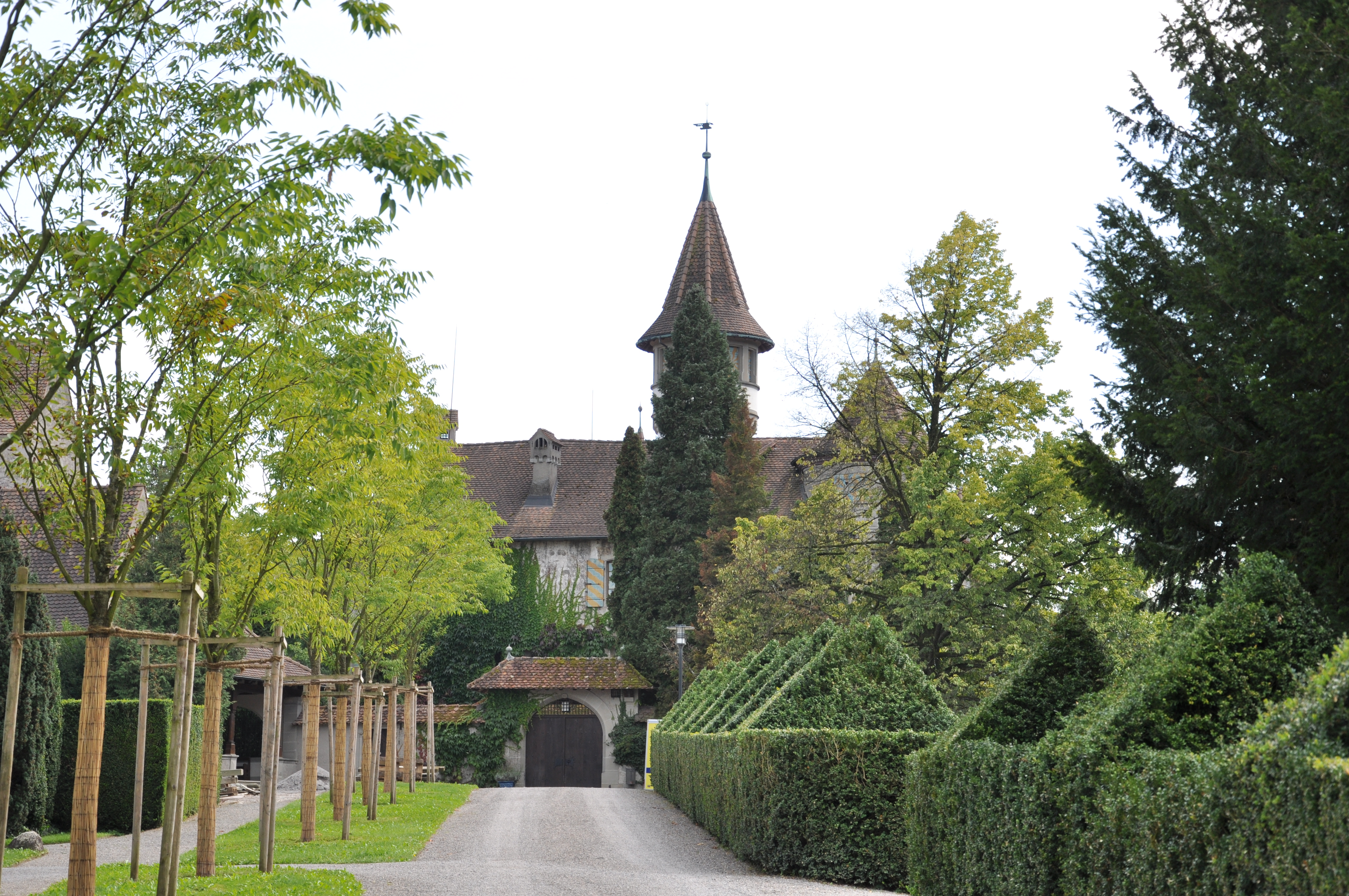
Castillo de St. Andreas, Cham.

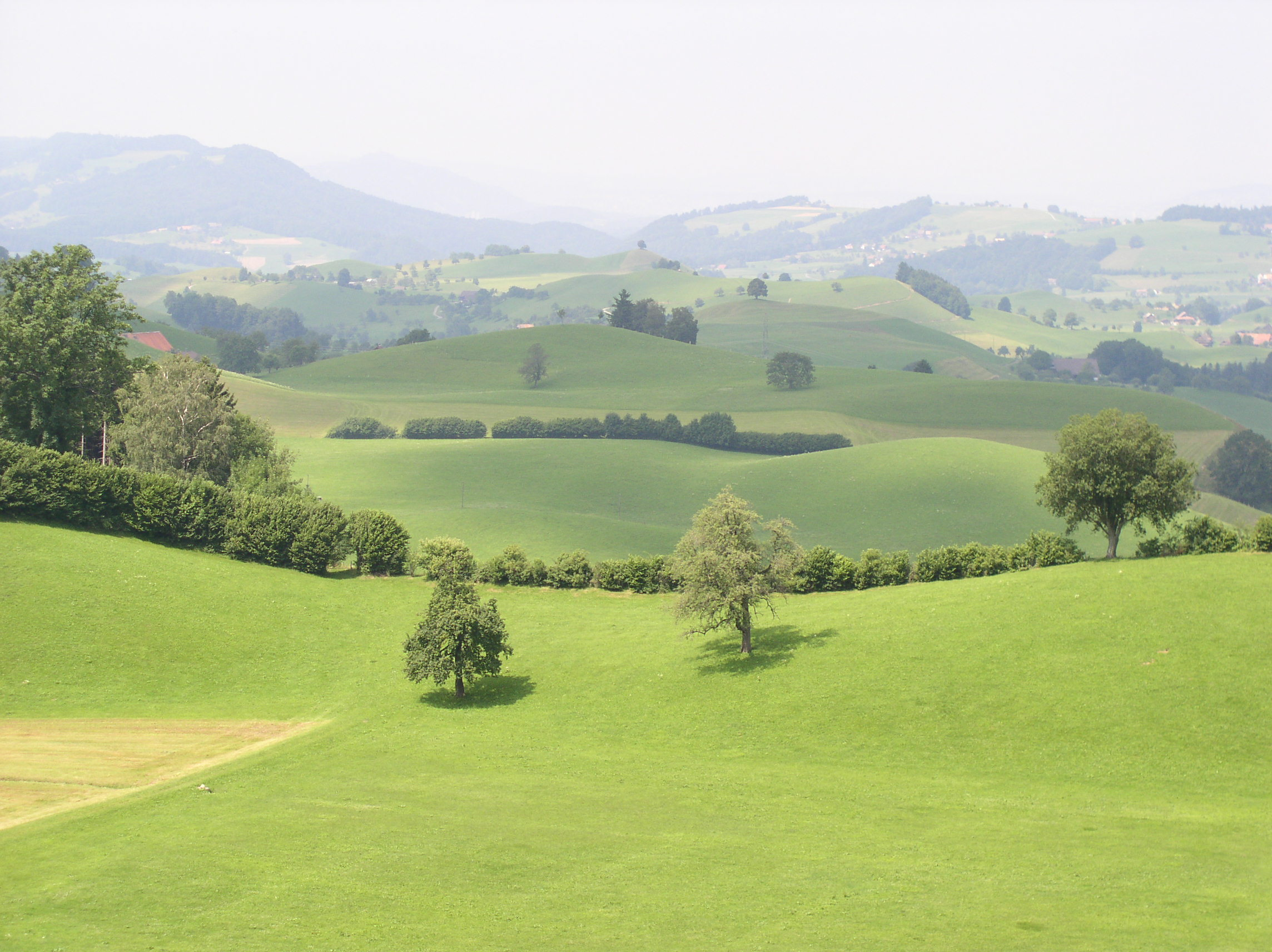
Paisaje prealpino, Menzingen.

## Comunas (municipios)
- Zug
- Oberägeri
- Unterägeri
- Menzingen
- Baar
- Cham
- Hünenberg
- Steinhausen
- Risch-Rotkreuz
- Walchwil
- Neuheim